# Mr. & Mrs. Smith (2005)
Mr. & Mrs. Smith ist eine Action-Liebeskomödie aus dem Jahr 2005. Regie führte Doug Liman, die Hauptrollen spielen Brad Pitt und Angelina Jolie.
Inhaltlich hat er nichts mit dem 1941 erschienenen  gleichnamigen Film von Alfred Hitchcock zu tun.

## Handlung
John und Jane Smith sind allem Anschein nach ein ganz normales, allerdings außergewöhnlich wohlhabendes Ehepaar. Sie leben in ihrem eigenen Haus in einer typisch amerikanischen Vorstadtidylle. Doch der äußere Schein trügt, denn beide sind die jeweils besten Auftragsmörder unterschiedlicher Organisationen. Allerdings ist ihre Identität so geheim, dass nicht einmal sie selbst über den tatsächlichen Beruf des jeweils anderen Bescheid wissen. Beide benutzen die Ehe als Tarnung. Im Beruf sind sie erfolgreich, in der Ehe entstehen jedoch Probleme, die John und Jane zu einer Paartherapie veranlassen.
John und Jane werden unabhängig voneinander auf Benjamin „The Tank“ Danz angesetzt, um diesen bei einem Gefangenentransport zu töten. Unwissend, dass der Partner das gleiche Ziel hat, begeben sie sich zu ihrem Einsatzort. Der Mord an Danz schlägt fehl, da John und Jane sich gegenseitig in die Quere kommen. Beide erkennen jedoch den Ehepartner nicht und glauben an eine Störung durch einen Fremden. Weil der Auftragsmord ein Fehlschlag war, bekommen beide den Auftrag, den Störenfried der Aktion zu töten. Die dadurch resultierenden Nachforschungen lassen beide erkennen, dass es sich bei ihrem Ehepartner ebenfalls um einen Profikiller handelt.
Sie bekämpfen sich zunächst erbittert, müssen jedoch bald feststellen, dass keiner von beiden in der Lage ist, den anderen zu töten. Sie entdecken, dass ihre Liebe füreinander echt ist. Weil dadurch nun beide ihren Auftrag verfehlen, setzen ihre Organisationen eine ganze Truppe von Spezialeinheiten auf sie an. Sie können dieser jedoch nach einer Verfolgungsjagd entkommen.
Um ihr Versagen wiedergutzumachen, entführen John und Jane Benjamin Danz, auf den beide zuvor angesetzt waren. Zu ihrem Entsetzen erfahren sie von ihm, dass er von Beginn an nur ein Lockvogel gewesen war – ihre Organisationen hatten von der Ehe erfahren und beschlossen, dass sie beide sterben sollen. Bei dem Attentat auf Benjamin sollten sie von ihrer Identität erfahren und sich daraufhin gegenseitig töten. Während sie Benjamin vernehmen, werden sie von weiteren Profikillern umzingelt. Sie können in einen nahe gelegenen Supermarkt flüchten, wo sie alle Angreifer nach einem langen Schusswechsel erledigen.
Der Film endet, wie er begonnen hat: mit einer Sitzung der beiden bei einem Eheberater. Sie erzählen ihm diesmal von den immensen Verbesserungen in ihrer Ehe.

## Trivia
- John und Jane, die Vornamen der Smiths, werden von der amerikanischen Polizei zusammen mit dem Nachnamen Doe benutzt, wenn die Identität einer Person, insbesondere einer Leiche, geheim oder unbekannt ist. Siehe auch: John Doe
- Den Boss von Mr. Smith spielte Angela Bassett, den Vorgesetzten von Mrs. Smith Keith David. Die Szenen beider Schauspieler kamen allerdings nicht in die fertige Filmfassung, bis auf jeweils kleine Ausnahmen: Keith Davids Gesicht ist einmal in einer Spiegelung auf dem Monitor zu sehen, als er Benjamin bei Erhalt des Auftrags beobachtet. Von Angela Bassett ist ihre Stimme zu hören, als sie Mr. Smith den Auftrag für sein nächstes Zielobjekt Benjamin erteilt.
- Die Taufpatin von Angelina Jolie, Jacqueline Bisset, bekleidete im Film zwar eine Nebenrolle, wurde jedoch in der endgültigen Fassung herausgeschnitten.[3]
- Als Benjamin von John und Jane befragt wird, trägt er ein Fight-Club-T-Shirt. Brad Pitt spielte in Fight Club eine Hauptrolle.
- In einem Lokal treffen sich die beiden Ehepartner und tanzen. Man hört den Assassin’s Tango von John Powell, während beide versuchen, sich gegenseitig umzubringen.
- Tango spielt im gesamten Film eine Rolle. Ein Tango ist beispielsweise in der Essensszene (in der sich beide gegenseitig als Agenten verdächtigen) wie auch in der darauffolgenden Tanzszene zu hören. Dies verleiht dem Kampf der beiden eine gewisse Verspieltheit.
- In einer Simpsons-Folge (Treehouse of Horror: Nach Hause telefonieren, 19. Staffel) gibt es eine Parodie mit dem Namen Mr. and Mrs. Simpson.
- Als Hauptdarsteller waren zunächst Brad Pitt und Nicole Kidman im Gespräch. Wegen anderer Verpflichtungen stieg zunächst Pitt aus. Als Kidman ebenfalls ablehnte und Angelina Jolie als Hauptdarstellerin verpflichtet wurde, kam Pitt wieder ins Gespräch.
- Der Film hatte in den USA am 7. Juni 2005 Premiere; in Deutschland am 21. Juli 2005.
- Der Film wird in Date Movie parodiert, als Julia & Grant eine Routineuntersuchung beim Eheberater haben.

## Synchronisation
Die deutschsprachige Synchronisation entstand bei der FFS Film- & Fernseh-Synchron nach einem Dialogbuch von Hartmut Neugebauer unter der Dialogregie von Marianne Groß.
| Darsteller         | Synchronsprecher   | Rollenname               |
| ------------------ | ------------------ | ------------------------ |
| Brad Pitt          | Tobias Meister     | John Smith               |
| Angelina Jolie     | Marion von Stengel | Jane Smith               |
| Vince Vaughn       | Udo Wachtveitl     | Eddie                    |
| Kerry Washington   | Sandra Schwittau   | Jasmine                  |
| Adam Brody         | Benedikt Gutjan    | Benjamin „The Tank“ Danz |
| Mike McCaul        | Pierre Franckh     | Bill                     |
| William Fichtner   | Walter von Hauff   | Dr. Wexler               |
| Michelle Monaghan  | Shandra Schadt     | Gwen                     |
| Jennifer Morrison  | Petra Einhoff      | Jade                     |
| Perrey Reeves      | Elisabeth von Koch | Jessie                   |
| Stephanie March    | Susanne von Medvey | Julie                    |
| Hans F. Alexander  | Manfred Schmidt    | Louis                    |
| Patricia Donaldson | Ruth Küllenberg    | Louise                   |
| Sean Mahon         | Thomas Darchinger  | Lucky                    |
| Chris Weitz        | Manou Lubowski     | Martin Coleman           |
| Ron Bottitta       | Tobias Lelle       | P.J.                     |
| Rachel Huntley     | Sonja Reichelt     | Suzy Coleman             |
| Keith David        | Thomas Reuscher    | Vater                    |
| (Angela Bassett)   | Simone Brahmann    | Chefin von Mr. Smith     |

## Ausstrahlung in Deutschland
Die deutsche Free-TV Premiere erfolgte am 28. Oktober 2007 zur Primetime auf RTL. Den Film verfolgten insgesamt 5,98 Millionen Zuschauer bei 17,2 Prozent Marktanteil, in der werberelevanten Zielgruppe waren es 4,58 Millionen (30,0 Prozent Marktanteil).

## Kritiken
„Mr. & Mrs. Smith von Doug Liman (Die Bourne Identität) ist eine Kreuzung der Geschlechterduelle aus Der Rosenkrieg und Die Ehre der Prizzis mit dem Agentengetümmel aus True Lies. Der ungewöhnliche Mix funktioniert über weite Strecken, weil das Drehbuch von X-Men 3-Autor Simon Kinberg genug originelle Oneliner und doppeldeutigen Dialogwitz bereithält […] und die Ehekrieger von den fotogensten Menschen gespielt werden, die dieser Erdball derzeit zu bieten hat: Brad Pitt und Angelina Jolie. Beide verleihen dem Film eine einzigartige Chemie und Leichtigkeit. […] Erst am Schluss läuft das Action-Comedy-Konstrukt aus dem Ruder: Der John-Woo-inspirierte Showdown, der als versteckte Hommage an den Westernklassiker Zwei Banditen angelegt ist, gerät zu einer monotonen Endlos-Ballerei, die sehr schnell langweilt. Trotzdem: Es war nett, Herrn und Frau Smith kennen gelernt zu haben. Fazit: Derb-amüsanter Krieg der Geschlechter, der am Ende leider in Endlos-Action erstickt“

„Fehlkalkuliertes Star-Kino, das weder als Romanze noch als Actionkino funktioniert, jedes stilistische Feingefühl vermissen lässt und keine Sympathie für die Hauptfiguren aufbaut.“

„[…] Mr. & Mrs. Smith gelingt es, die verschiedensten Genres zu vereinen. So ist der Film einerseits eine wunderbare Romantikkomödie mit herrlich spritzigen Dialogen und andererseits ein hochspannendes Actionspektakel, das mit seinen Stunts und Spezialeffekten die Hollywood-Konkurrenz in den Schatten stellt. […] Doug Liman hatte schon mit Die Bourne Identität ein packendes, weil glaubwürdiges Actionszenario realisiert. Mit Mr. & Mrs. Smith gelingt ihm ein noch spektakuläreres Stück Kino.“

## Produktions- und Verwertungsangaben
Das Produktionsunternehmen Regency Enterprises produzierte diesen Actionfilm und finanzierte die 110-Millionen-Dollar-Produktion komplett. Das den Film verleihende Unternehmen 20th Century Fox erhielt nur eine Verleihgebühr. In Deutschland ist der Kinowelt-Filmverleih für die Kinoauswertung verantwortlich. In der Schweiz veröffentlichte Plazavista Entertainment den Film auf DVD. In Österreich wurde der Film von Filmladen verliehen, ein Verleih, der auf österreichische und europäische Produktionen spezialisiert ist. Mit dem Verleih von Mr. & Mrs. Smith, der in Österreich eine halbe Million Kinobesuche erreichte, konnte das Unternehmen die Besucherzahlen seiner Filme annähernd verdoppeln.

### Probleme mit der DVD

Auszug aus einer DVD-Analyse

In erhebliche Kritik geriet die deutschsprachige DVD-Distribution dieses Films, da sie eine neuartige Variante des Alpha-DVD-Kopierschutzes einsetzt. Wird die DVD auf einem PC mit dem Betriebssystem Windows abgespielt, nimmt diese Technik weitreichende, für viele Anwender inakzeptable Veränderungen am System vor (siehe auch Malware). So soll etwa eine nachinstallierte Programmbibliothek dafür sorgen, dass die auf der DVD befindlichen Dateien für Dateimanager wie den Windows-Explorer und für CD- und DVD-Kopierprogramme unsichtbar bleiben. Es wurde vielfach berichtet, dass nach der Installation dieser Systemmodifikationen das Abspielen und Kopieren anderer DVDs beeinträchtigt wurde. Weiterhin befinden sich absichtlich eingebaute Lesefehler auf der DVD, so dass das Abspielen auf älteren PCs oder DVD-Playern erschwert wird oder unmöglich ist. Nach massiven Protesten wurde auf der Hülle späterer Ausgaben der DVD ein Aufkleber angebracht, auf dem in einem Sicherheitshinweis empfohlen wird, beim Einlegen der DVD die Umschalttaste für zehn Sekunden gedrückt zu halten, um die Installation der Kopierschutz-Software zu verhindern.
Der für nahezu alle Verkaufs- und Verleih-DVDs übliche CSS-Kopierschutz kommt hingegen auf dieser DVD nicht zum Einsatz, so dass auf Nicht-Windows-Betriebssystemen wie Linux und Mac OS ein im Sinne des Urheberrechts „technisch wirksamer Kopierschutz“ überhaupt nicht besteht. Das oben erwähnte Verfahren wurde ausschließlich für Microsoft Windows entwickelt.